# Промежуточный мозг
Промежуточный мозг, или диэнцефалон (лат. Diencephalon, англ. Diencephalon;  «диэнцефалон» происходит от др.-греч. διά — «диа-», обозначающее «через», «между», и ἐγκέφαλος — «энкефалос», буквально «находящийся внутри головы», то есть головной мозг) — отдел головного мозга хордовых животных, который образуется в процессе эмбрионального развития из задней части зародышевого переднего мозга (прозэнцефалона). На пятипузырьковой стадии из задней части зародышевого переднего мозга образуется вторичный мозговой пузырь — зародышевый промежуточный мозг, или зародышевый диэнцефалон. В то же время из передней части зародышевого переднего мозга образуется другой вторичный мозговой пузырь — зародышевый конечный мозг, или зародышевый телэнцефалон. Во взрослом состоянии структуры промежуточного мозга располагаются по бокам (латеральнее) третьего желудочка головного мозга.
Промежуточный мозг расположен выше крыши среднего мозга, но ниже подкорковых базальных ядер конечного мозга, под мозолистым телом. Спереди и сверху промежуточный мозг граничит со структурами конечного мозга, а снизу и сзади — со структурами среднего мозга. Промежуточный мозг подразделяют на таламический мозг, или таламическую область, состоящую из таламуса, эпиталамуса, субталамуса и метаталамуса, и гипоталамическую область, или гипоталамо-гипофизарную систему, состоящую из гипоталамуса и задней доли гипофиза.

## Анатомическое строение

Расположение промежуточного мозга. Показано красным цветом

Промежуточный мозг состоит из следующих частей:
- Таламический мозг:
  - Эпиталамус;
  - Таламус (он же «собственно таламус», или «дорсальный таламус»);
    - Включая Метаталамус (он же «коленчатые тела», или «группа коленчатых тел»);

  - Субталамус (он же «вентральный таламус», «преталамус», «периталамус»);
- Гипоталамическая область:
  - Гипоталамус;
  - Задняя доля гипофиза.

### Связи с другими структурами головного мозга и периферическими структурами
Зрительный тракт, начинаясь от сетчатки глаза, идёт по зрительным нервам (II пара черепных нервов) в ядра зрительных нервов через их перекрёст, затем — в верхние холмики четверохолмия, расположенные на пластинке крыши среднего мозга, оттуда — в структуры промежуточного мозга, а именно — в таламус (точнее, в задние ядра подушки таламуса) и в метаталамус (точнее, в латеральное коленчатое тело). Оттуда, в свою очередь, обработанный и отфильтрованный зрительный сигнал поступает по зрительной лучистости в первичную зрительную кору — теменные дольки коры больших полушарий головного мозга, и в зрительно-ассоциативную кору. Зрительный нерв является сенсорным (афферентным) нервом, ответственным за передачу зрительной информации. Он проходит от сетчатки глаза через отверстие зрительного нерва в черепе, и формирует вышеописанный зрительный тракт. Сама сетчатка глаза является производной эмбриональной зрительной чашечки. Эмбриональная зрительная чашечка является выростом из эмбрионального промежуточного мозга, его продолжением.

## Физиологические функции
Разные отделы промежуточного мозга выполняют множество различных физиологических функций. В частности, гипоталамус выполняет множество жизненно важных функций. Большинство функций гипоталамуса относится к регуляции деятельности внутренних органов, желёз внутренней секреции и вегетативной нервной системы.

## Эмбриональное развитие

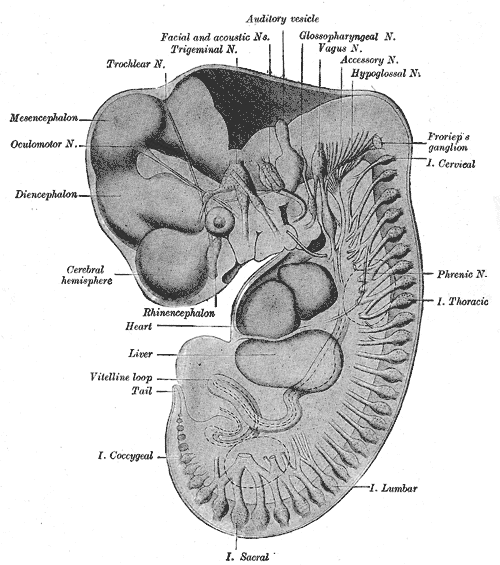
Реконструкция периферических нервов эмбриона человека размером 10,2 мм. Промежуточный мозг отмечен слева

Промежуточный мозг, или диэнцефалон, является одним из пяти вторичных мозговых пузырей, формирующихся в процессе эмбрионального развития головного мозга хордовых животных, а именно — вторым по счёту, начиная от рострального (головного) конца эмбриона. Он формируется из задней части переднего (самого первого с головного конца) первичного мозгового пузыря (прозэнцефалона). Из передней же части этого первичного мозгового пузыря образуется конечный мозг (телэнцефалон).

### Раннее развитие мозга
На определённой стадии эмбрионального развития (у эмбриона человека это третья неделя) в одном из участков эктодермы (наружного зародышевого листка), на будущем головном конце эмбриона, начинает образовываться так называемая первичная нервная бляшка (англ. neural plaque) — место, где клетки эктодермы начинают отличаться от соседних и дифференцироваться в так называемую нейроэктодерму, или нейроэпителий. Разрастаясь в диаметре как за счёт интенсивного деления клеток нейроэктодермы, так и за счёт вовлечения соседних клеток в дифференцировку по нейроэктодермальному типу, первичная нервная бляшка быстро превращается в первичную нервную пластинку (лат. neural plate). Затем концы нервной пластинки начинают загибаться внутрь эмбриона, «утаскивая» за собой нервную пластинку с поверхности головного конца эмбриона внутрь. Этот процесс называется первичной нейруляцией. В результате нейруляции формируется первичная нервная трубка (лат. neural tube). Она быстро вытягивается вдоль нотохорды — эмбриональной структуры, указывающей клеткам зародыша ось двусторонней (билатеральной) симметрии. Впоследствии латеральные концы первичной нервной трубки (не до конца сомкнувшиеся углы нервной пластинки) срастаются, отверстия на ростральном и каудальном концах первичной нервной трубки (нейропоры) закрываются. Этот процесс называется вторичной нейруляцией. Нервная трубка с уже закрывшимися нейропорами и сросшимися латеральными концами называется вторичной нервной трубкой. Нотохорда служит организатором и дирижёром на ранних стадиях эмбрионального развития ЦНС, и прообразом будущей хорды у низших хордовых или будущего позвоночника у позвоночных животных. На головном конце нервной трубки формируется так называемое «головное утолщение» — прообраз будущего головного мозга. Полость внутри нервной трубки формирует прообраз будущего центрального канала спинного мозга.

### Стадия трёх первичных мозговых пузырей
На этой стадии в развивающемся головном мозге эмбриона формируются три отдельных утолщения с полостями внутри, наполненными жидкостью (прообразом будущей спинномозговой жидкости) — три первичных мозговых пузыря. Самый передний называется передним мозгом, или прозэнцефалоном. Средний называется средним мозгом. Самый задний, имеющий форму, напоминающую ромб, называется ромбовидным мозгом.

### Стадия пяти вторичных мозговых пузырей
На этой стадии два из трёх первичных мозговых пузырей — самый передний, передний мозг (прозэнцефалон) и самый задний, ромбовидный мозг (ромбэнцефалон) подразделяются каждый на два вторичных мозговых пузыря. Передний мозг подразделяется на конечный мозг (телэнцефалон) и промежуточный мозг (диэнцефалон). Ромбовидный же мозг подразделяется на задний мозг (метэнцефалон) и продолговатый мозг (миелэнцефалон). Средний же первичный мозговой пузырь (средний мозг, или мезэнцефалон) на два вторичных мозговых пузыря не подразделяется, и переходит в эту стадию без изменений.
Из зародышевого конечного мозга впоследствии образуются большие полушария головного мозга, в частности кора больших полушарий, подкорковое белое вещество и базальные ядра. Из зародышевого среднего мозга образуются крыша мозга и в частности четверохолмие, ножки мозга, покрышка среднего мозга и входящие в неё структуры, такие, как чёрная субстанция и красные ядра. Из зародышевого заднего мозга образуются варолиев мост и мозжечок. Дальнейшая же дифференцировка зародышевого промежуточного мозга описывается ниже, в отдельном разделе.

### Дальнейшая дифференцировка зародышевого промежуточного мозга
| Первичный мозговой пузырь | Вторичные мозговые пузыри | Первичные прозомеры | Вторичные прозомеры | Дальнейшая прозомеризация |
| ------------------------- | ------------------------- | ------------------- | ------------------- | ------------------------- |
| Прозэнцефалон (P)         | Телэнцефалон (T)          | T                   | T1                  |                           |
| Прозэнцефалон (P)         | Телэнцефалон (T)          | T                   | Псевдопрозомера T2  |                           |
| Прозэнцефалон (P)         | Диэнцефалон (D)           | D                   | D1                  |                           |
| Прозэнцефалон (P)         | Диэнцефалон (D)           | D                   | D2                  | Ростральный парэнцефалон  |
| Прозэнцефалон (P)         | Диэнцефалон (D)           | D                   | D2                  | Каудальный парэнцефалон   |
| Прозэнцефалон (P)         | Диэнцефалон (D)           | D                   | D2                  | Синэнцефалон              |

## Структура
Промежуточный мозг подразделяется на:
- Таламический мозг[5] (лат. thalamencephalon);
- Подталамическую область или гипоталамус (лат. hypothalamus);
- Третий желудочек, который является полостью промежуточного мозга.

### Таламический мозг
Таламический мозг включает три части:
- Зрительный бугор (таламус);
- Надталамическую область (эпиталамус);
- Заталамическую область (метаталамус)[6].

#### Таламус
Таламус или зрительный бугор (лат. thalamus) — парное образование яйцевидной формы — состоит в основном из серого вещества. Медиальная и верхняя поверхности свободны, а латерально-нижней поверхностью он сообщается с другими отделами мозга. Таламус является подкорковым центром всех видов чувствительности (болевой, температурной, тактильной, проприоцептивной). Таламус является местом переключения всех чувствительных проводящих путей, идущих от экстеро-, проприо- и интерорецепторов.

#### Эпиталамус
Эпиталамус или надталамическая область (лат. epithalamus) располагается в верхнезадней части таламуса. Эпиталамус образует шишковидное тело (эпифиз), которое посредством поводков крепится к таламусу. Шишковидное тело представляет собой железу внутренней секреции, которая отвечает за синхронизацию биоритмов организма с ритмами окружающей среды.

#### Метаталамус
Метаталамус или заталамическая область (лат. metathalamus) образован парными медиальным и латеральным коленчатыми телами, лежащими позади таламуса. Медиальное коленчатое тело находится позади подушки таламуса. Оно является подкорковым центром слуха. Латеральное коленчатое тело расположено книзу от подушки. Оно является подкорковым центром зрения.

### Гипоталамус
Гипоталамус или подталамическая область расположен под таламусом. Гипоталамус включает в себя сосцевидные тела, являющиеся подкорковыми центрами обоняния, гипофиз, перекрест, II пары черепных (зрительных) нервов, серый бугор, представляющий собой вегетативный центр обмена веществ и терморегуляции. В гипоталамусе содержатся ядра, контролирующие эндокринные и вегетативные процессы.
Гипоталамус подразделяется на четыре части:
- Передняя гипоталамическая часть;
- Промежуточная гипоталамическая часть;
- Задняя гипоталамическая часть;
- Дорсо-латеральная гипоталамическая часть.

### Третий желудочек
III желудочек (лат. ventriculus tertius) — полость промежуточного мозга. Он представляет собой узкое, расположенное в сагиттальной плоскости, щелевидное пространство.
Третий желудочек имеет шесть стенок:
- Две латеральная стенки, обращённые друг к другу медиальные поверхности таламусов;
- Нижняя стенка представлена подталамической областью и частично ножками мозга;
- Задняя стенка представлена задней спайкой и шишковидным углублением;
- Верхняя стенка представлена сосудистой оболочкой III желудочка;
- Передняя стенка представлена столбами свода, передней спайкой и конечной пластинкой[9].

Формируется под влиянием четырёх выростов нервной трубки (эпифиз, гипофиз, глазные бокалы) из обслуживающих их разрастаний. Отделы промежуточного мозга: таламическая область (таламус, метаталамус, эпиталамус), гипоталамус, III желудочек.
Вентральная часть — гипоталамус, центр вегетативной регуляции и эндокринного контроля. Заметные образования — воронка, серый бугор, сосцевидные тела, гипофиз. Анатомически к гипоталамусу относят также зрительные нервы и их перекрест (hiasma).
Боковые утолщения — зрительные бугры или таламусы, переключают всю сенсорную информацию кроме обонятельной. Снаружи таламусы имеют заметные образования — подушку и коленчатые тела (анатомически относятся к метаталамусу). Между таламусами расположен узкий третий желудочек и межталамическое сращение.
Дорсальная часть — эпиталамус (представляет собой эпифиз, соединённый поводками с таламусом) отвечает за биоритмы.
Метаталамус состоит из латеральных и медиальных коленчатых телец. Наружные (латеральные) коленчатые тела это подкорковый зрительный центр. Внутренние (медиальные) коленчатые тела это подкорковый слуховой центр.

## Функции промежуточного мозга
1. Центр нейрогуморальной регуляции;
2. Центр жажды, голода, насыщения;
3. Центр сна и бодрствования;
4. Центр терморегуляции;
5. Контролирует деятельность желёз внутренней секреции.